# دار أم السلطان
دار أم السلطان (بالإنجليزية: DAR OUM SOLTANE)‏ هي جماعة قروية تابعة لإقليم مكناس ضمن جهة مكناس تافيلالت بالمغرب. بلغ مجموع عدد سكان دار أم السلطان  حسب إحصاءات 2004 حوالي 6.104 نسمة من بينهم 4 أجانب يعيشون في 915 أسرة.